# Ovidiu Hoban
Ovidiu Ștefan Hoban, född 27 december 1982 i Baia Mare, är en rumänsk tidigare fotbollsspelare. Han spelade under sin karriär bland annat för rumänska CFR Cluj och Rumäniens fotbollslandslag. 